# Saint-Lupicin
Saint-Lupicin è un comune francese di 2 258 abitanti situato nel dipartimento del Giura nella regione della Borgogna-Franca Contea.

## Società

### Evoluzione demografica
Abitanti censiti